# Torregalindo (kommunhuvudort)
Torregalindo är en kommunhuvudort i Spanien.   Den ligger i provinsen Provincia de Burgos och regionen Kastilien och Leon, i den centrala delen av landet, 130 km norr om huvudstaden Madrid. Torregalindo ligger 851 meter över havet och antalet invånare är 121.
Terrängen runt Torregalindo är huvudsakligen platt, men åt sydost är den kuperad. Runt Torregalindo är det mycket glesbefolkat, med 7 invånare per kvadratkilometer. Närmaste större samhälle är Aranda de Duero, 11,0 km nordost om Torregalindo. Trakten runt Torregalindo består till största delen av jordbruksmark.